# Mir (Raumstation)
| Raumstation Mir            | Raumstation Mir                               |
| -------------------------- | --------------------------------------------- |
| Mir im Erdorbit            |                                               |
| Einsatzdaten               |                                               |
| Start: (Basismodul)        | 19. Februar 1986 21:28:23 UTC Baikonur 200/39 |
| Wiedereintritt:            | 23. März 2001 05:50 UTC                       |
| Besatzungen:               | 28 Langzeitbesatzungen                        |
| Bemannt im Orbit:          | 4.594 Tage                                    |
| Insgesamt im Orbit:        | 5.511 Tage                                    |
| Erdumkreisungen:           | 86.325                                        |
| Apogäum:                   | 393 km                                        |
| Perigäum:                  | 385 km                                        |
| Umlaufzeit:                | 89,1 min                                      |
| Bahnneigung:               | 51.60°                                        |
| Zurückgelegte Strecke:     | 3.638.470.307 km                              |
| Bewohnbares Volumen:       | 350 m³                                        |
| Gesamtmasse:               | 124.340 kg                                    |
| NSSDC-ID:                  | 1986-017A                                     |
| Konfigurationsdiagramm     |                                               |
| Module der Raumstation Mir |                                               |

Die Mir (russisch Мир ‚Frieden‘ oder ‚Welt‘) war eine von der Sowjetunion erbaute bemannte Raumstation, die von 1986 bis zu ihrem kontrollierten Absturz 2001 die Erde umkreiste. Nachdem die Mir in den ersten Jahren nur von der Sowjetunion und den mit ihr verbundenen Ostblockstaaten genutzt wurde, gab es, wie schon bei der Raumstation Saljut 7 zuvor, auch Kooperationen mit anderen Staaten. Zur Mission Mir-Aragatz flog erneut ein Franzose zu einer sowjetischen Raumstation, es folgten ein Japaner, eine Britin und ein Österreicher. Auch die Vorbereitungen zur Mission Mir 92 mit dem Deutschen Klaus-Dietrich Flade begannen noch in der Zeit der Sowjetunion.
Nach dem Zerfall der Sowjetunion betrieb die russische Raumfahrtagentur Roskosmos die Raumstation weiter und setzte die erfolgreiche internationale Kooperation, auch mit westlichen Staaten und deren Raumfahrtagenturen, fort. Die Zusammenarbeit mit der NASA gipfelte in dem Shuttle-Mir-Programm, bei dem auch russische Kosmonauten mit einem Shuttle zur Mir flogen.
Die Raumstation Mir war zu ihrer Zeit das größte künstliche Objekt im Erdorbit und gilt – mit dem Sputnik-Satelliten 1957 und Juri Gagarins Erstflug 1961 – als einer der größten Erfolge der sowjetischen und russischen Raumfahrt.

## Aufbau und Konstruktion
Die Mir war die erste auf einen dauerhaften und wissenschaftlichen Betrieb ausgelegte Raumstation. Die Sowjetunion hatte in den 1970er und frühen 1980er Jahren mehrere Stationen des Typs Saljut betrieben, die militärischen und wissenschaftlichen Zielen dienten und bis zu vier Jahre lang genutzt wurden. Im Gegensatz zu diesen war die Mir modular aufgebaut und wurde aus mehreren nacheinander gestarteten Teilen im Laufe von zehn Jahren im All zusammengebaut. Dem Hauptmodul wurden sechs weitere Module hinzugefügt. Alle Module wurden vom kasachischen Kosmodrom Baikonur aus mit Proton-Raketen gestartet, bis auf das Andockmodul für das Space Shuttle. Es kam mit der US-amerikanischen Fähre Atlantis vom Kennedy Space Center aus ins All.
Langzeitmissionen mit bemannten Raumstationen galten für die Sowjetunion als Mittel, sich nach dem verlorenen Wettlauf zum Mond internationales Ansehen zu verschaffen. Auch in dieser Hinsicht ging man mit der Mir – für sowjetische Verhältnisse – neue Wege. Unmittelbar nach dem Start des Basismoduls wurde dieser öffentlich bekannt gegeben. Über Details der neuen Station gab man, auch gegenüber der westlichen Presse, bereitwillig Auskunft. Der Start der ersten Besatzung wurde sogar im Vorfeld angekündigt – das erste Mal bei einem Flug ohne internationale Beteiligung. Die USA hatten mit den Skylab-Missionen nur ein einziges Projekt für eine Raumstation in ihrem Programm.
Jahrelang war die Mir der einzige permanente Vorposten der Menschheit im Weltraum. Neben vielen wissenschaftlichen Experimenten wurden hier vor allem Erfahrungen über den Langzeitaufenthalt im Weltraum gesammelt. Einzelne Kosmonauten hielten sich mehr als ein Jahr in der Station auf und verschoben damit deutlich das Maß für Langzeitrekorde.
Der modulare Aufbau der Mir wurde bei der später gebauten Internationalen Raumstation (ISS) übernommen. Ihr Modul Swesda ist eine modifizierte Version des Basisblocks der Mir.

Das Basismodul

### Das Basismodul (DOS-7)

Aufbau des Basismoduls

Der Basisblock der Mir wurde am 19. Februar 1986  zum 27. Parteitag der KPdSU ins All gebracht. Er verfügte über sechs Kopplungsstutzen für Transportraumschiffe und Ausbaumodule – die Vorgänger verfügten über zwei Stutzen. Die Mir war von vornherein als längerfristiges und größeres Vorhaben angelegt. Vier dieser Stutzen dienten zum Andocken weiterer Module, die beiden axialen Anschlüsse wurden für bemannte Sojus-Raumschiffe und unbemannte Progress-Raumschiffe verwendet. Mit letzteren wurde die Station mit Lebensmitteln, Wasser, Treibstoff und Material versorgt, die Bahn der Mir regelmäßig wieder angehoben und Abfall und ausgedientes Material entsorgt. Ein ständig angedocktes Sojus-Raumschiff diente der Besatzung als „Rettungsboot“, um im Notfall die Station aufzugeben und zur Erde zurückzukehren. Aus Sicherheitsgründen musste die Mannschaft das Sojus-Raumschiff auch während des Andockens eines anderen Raumschiffes aufsuchen. Die Kapazität von höchstens drei Kosmonauten je Raumschiff beschränkte die Zahl der auf der Station arbeitenden Personen.

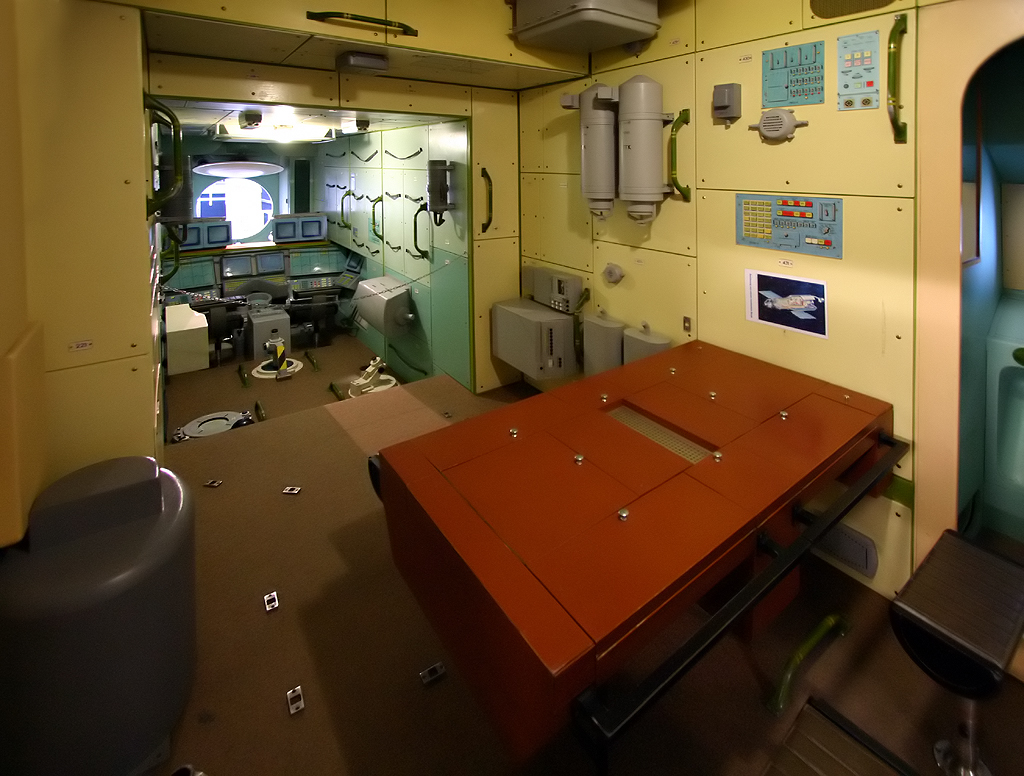
Trainingseinheit des Basismoduls, Innenansicht

Das Basismodul diente als Wohn- und Aufenthaltsbereich der Besatzung und verfügte über hygienische Einrichtungen für die Besatzung und die technischen Einrichtungen zur Steuerung, Lagekontrolle und Kommunikation. Seine Startmasse betrug 20,4 Tonnen bei einer Gesamtlänge von 13,30 Metern und einem Durchmesser von 4,20 Metern. Die Energieversorgung erfolgte über Solarmodule. Über freie Kopplungsadapter war es möglich, die Station für Außeneinsätze zu verlassen. Die Stammbesatzung bestand aus zwei oder drei Kosmonauten. Sie wurde zeitweise durch eine dreiköpfige Gastmannschaft ergänzt. Von der Saljut 7, der letzten Station des Vorgängertypus, wurden im Rahmen der Mission Sojus T-15 Teile der Ausrüstung übernommen. Damit waren für fünf Jahre gleichzeitig zwei sowjetische Raumstationen im Orbit, von denen – bis auf einige Wochen – nur die Mir genutzt wurde.
Mit DOS-8 entstand parallel ein baugleiches Backupmodul zu DOS-7, welches nach dem erfolgreichen Start von DOS-7 für die Mir-2 vorgesehen war. Nach einer Vielzahl von Planänderungen wurde das modifizierte Modul schließlich unter der Bezeichnung Swesda auf der ISS eingesetzt.

### Das Wissenschaftsmodul Kwant

Das Modul Kwant

Das Modul Kwant wurde am 31. März 1987 gestartet, dockte nach Verzögerung im Andockmanöver am 9. April an die Station an und war damit das erste Modul zur Erweiterung der Raumstation. Im Gegensatz zu den folgenden Modulen dockte Kwant nicht am Kopplungsknoten, sondern direkt an der endgültigen Position in Längsachse am Heck des Basismoduls an. Einen Tag später betrat die Besatzung der Mir (Juri Romanenko und Alexander Lawejkin) das neue Modul und nahm es in Betrieb. Kwant diente wissenschaftlichen Arbeiten, überwiegend astrophysikalischen Untersuchungen. Da es eine der beiden axialen Andockstellen besetzte, verfügte Kwant seinerseits über einen weiteren Andockpunkt für Sojus- oder Progress-Raumschiffe sowie über entsprechende Pumpen und Leitungen, um angelieferten Treibstoff in das Basismodul weiterzuleiten. Die Startmasse betrug elf Tonnen, die Länge 5,30 Meter und der Durchmesser 4,35 Meter. 1992 wurde ein Solarsegel des Moduls Kristall an Kwant montiert, bis 1995 eine neue Solaranlage installiert wurde.

### Das Wissenschaftsmodul Kwant 2

Das Modul Kwant 2

Das Modul Kwant 2 wurde am 26. November 1989 gestartet und zehn Tage später seitlich mit dem Kopplungsmodul des Basisblocks verbunden. Es diente der optischen Beobachtung der Erde und für biotechnologische Experimente. Zusätzlich verfügte es über Einrichtungen für die persönliche Hygiene der Kosmonauten, Lebenserhaltungseinrichtungen und eine verbesserte Ausstiegsschleuse. Weitere Solarzellen ergänzten die Energieversorgung. Die Startmasse betrug 19,6 Tonnen bei einer Länge von 12,20 Meter.

### Das Wissenschaftsmodul Kristall (Kwant 3)

Das Modul Kristall

Als drittes Modul wurde Kristall  am 31. Mai 1990 gestartet und zehn Tage später gegenüber von Kwant 2 mit dem Kopplungsknoten des Basismoduls verbunden. Kristall war im Wesentlichen für biologische und materialwissenschaftliche Experimente gebaut. Zwei zusätzliche androgyne Andockstutzen waren für die geplante Raumfähre Buran und ein ebenfalls geplantes Teleskop vorgesehen, wurden aber nie dafür genutzt.
Am 29. Juni 1995 dockte daran das Space Shuttle „Atlantis“ an (Mission STS-71). Kristall musste dafür aufwendig auf die axiale Position am Mir-Kopplungsadapter umgesetzt werden, damit die Raumfähre nicht die Mir oder deren Aufbauten berührte und beschädigte. Danach musste Kristall wieder in die ursprüngliche Position versetzt werden, um den axialen Andockpunkt für Sojus-Raumschiffe und Progress-Zubringer zu räumen.
Wie Kwant 2 verfügte Kristall über zusätzliche Solarzellen. Gewicht und Abmessungen glichen denen von Kwant 2. Um das Andocken des Space Shuttles zu vereinfachen und Platz für das Modul Spektr zu schaffen, wurde es zu einem späteren Zeitpunkt an einen anderen Stutzen um 90 Grad versetzt und um ein spezielles Shuttle-Andockmodul ergänzt. Eines der Solarpaneele wurde 1992 an das Modul Kwant versetzt.

### Das Wissenschaftsmodul Spektr

Das Modul Spektr

Am 20. Mai 1995 wurde das Modul Spektr gestartet und zwölf Tage später an der Stelle des umgesetzten Moduls Kristall mit dem Basisblock verbunden. Spektr verfügte über Einrichtungen zur Erforschung der Erdatmosphäre, geophysikalischer Prozesse und kosmischer Strahlung. Erstmals befand sich wissenschaftliche Ausrüstung der NASA für das geplante Shuttle-Mir-Programm mit an Bord. Mit seinen x-förmig angeordneten vier Solarmodulen unterschied sich Spektr äußerlich stark von den anderen Modulen. Das Startgewicht von 20 Tonnen entsprach dem der anderen Module, mit rund 14 Metern war Spektr das längste aller sechs Module. Bei einem Unfall am 25. Juni 1997 wurde es so stark beschädigt, dass es in der Folge nur noch zur Energieversorgung genutzt werden konnte.

### Das Andockmodul für das Space Shuttle (Shuttle Docking Module)

Das Andockmodul

Mit dem US-amerikanischen Space Shuttle Atlantis wurde am 13. November 1995 ein Andockmodul ins All gebracht und drei Tage später mit dem Modul Kristall verbunden. Das 4,70 Meter lange Bauteil vereinfachte das Andocken im Vergleich zu dem zuvor genutzten Dock der Buran. Bei den insgesamt elf Shuttle-Mir-Missionen kam das Modul acht Mal zum Einsatz. Einmal dockte man direkt an Kristall an, zweimal kam es zu einer Annäherung im All ohne Kopplung.

### Das Forschungsmodul Priroda

Das Modul Priroda

Mit dem am 23. April 1996 gestarteten Modul Priroda und der drei Tage später erfolgten Kopplung am Basisblock gegenüber dem Modul Kristall erreichte der Ausbau der Mir seine letzte Stufe. Priroda verfügte über Einrichtungen zur Fernerkundung und Forschung zur Mikrogravitation. Mit zwölf Metern Länge und 19 Tonnen Gewicht entsprachen seine Abmessungen den Modulen Kwant 2 und Kristall.
In der letzten Ausbaustufe hatte die Mir eine Gesamtmasse von rund 135 Tonnen, eine Spannweite von 31 Metern und eine Gesamtlänge von 33 Metern.

## Die Nutzung
Die Raumstation wurde insgesamt von 96 Kosmonauten besucht. 19 von ihnen betraten die Station zweimal, Alexander Wiktorenko viermal und Anatoli Solowjow fünfmal. Die längste Zeit an Bord verbrachte der russische Kosmonaut Waleri Poljakow: Er arbeitete 679 Tage an Bord der Mir. Von Januar 1994 bis Mai 1995 stellte er mit 438 Tagen im All einen neuen Rekord für die menschliche Verweildauer im All im Rahmen einer Mission auf. Der lange Zeitraum wurde auch als Test für einen möglichen bemannten Marsflug gewertet – der Flug zum roten Planeten dauert etwa ein Jahr.

### 1986 – Die erste Besatzung
Die erste Besatzung der Expedition Sojus T-15 mit den Kosmonauten Leonid Kisim und Wladimir Solowjow startete am 13. März 1986 und betrat zwei Tage später die Station, um diese in Betrieb zu nehmen. Zu den Aufgaben gehörte es unter anderem, die von den Frachtschiffen Progress 25 und 26 angelieferte Ausrüstung zu entladen und zu installieren. Als Besonderheit wurde ein 50-tägiger Ausflug zur Raumstation Saljut 7 unternommen, um diese zu warten und einen Teil der Ausrüstung für die Mir zu übernehmen. Dieser Flug einer Besatzung zwischen zwei Raumstationen ist bis heute einzigartig. Nach der Rückkehr zur Erde am 16. Juli 1986 blieb die Station Mir für mehr als ein halbes Jahr unbesetzt.

### 1987 bis 1989
Mit der Mission Sojus TM-2 und den Kosmonauten Juri Romanenko und Alexander Lawejkin, die am 5. Februar 1987 Baikonur verließen, begann die erste Periode von über zwei Jahren, in der die Station mit wechselnden Mannschaften ununterbrochen besetzt war. Sie endete im April 1989 mit der Mission Sojus TM-7. In diesen Jahren besuchten mit dem Syrer Muhammed Ahmed Faris, dem Afghanen Abdul Ahad Mohmand und dem Franzosen Jean-Loup Chrétien die ersten nicht-sowjetischen Raumfahrer die Station. Die Station war in dieser Zeit das Ziel von sechs Missionen, während der das Modul Kwant angeschlossen und in Betrieb genommen wurde.

### 1989 bis 1991
Nach einer Unterbrechung von über vier Monaten – bedingt durch technische Probleme mit den Sojus-Raumschiffen – begann mit Sojus TM-8 im September 1989 die zweite Phase der Nutzung, in deren Verlauf die Station über beinahe zehn Jahre hinweg – bis zum August 1999 – permanent besetzt blieb und ausgebaut wurde. Neun Flüge des US-amerikanischen Space Shuttles und 22 Flüge mit sowjetischen Sojus-Raumschiffen dockten während dieser Zeit an. In diesen Zeitraum fiel der politische Umbruch in der Sowjetunion, der auch zu einer Zäsur beim Betrieb der Mir führte.
Die begonnene Zusammenarbeit mit anderen, auch westlichen, Staaten wurde fortgeführt. Im Dezember 1990 flog der japanische Journalist Toyohiro Akiyama zu der Station. Ihm folgten 1991 die erste britische Raumfahrerin Helen Sharman und der erste österreichische Kosmonaut Franz Viehböck.
Die beiden Kosmonauten Alexander Wolkow und Sergei Krikaljow betraten als Sowjetbürger die Station und kehrten als russische Bürger mit der Sojus TM-13 zur Erde zurück. In ihre Aufenthaltszeit fiel die Wahl von Boris Jelzin zum Präsidenten der Russischen Föderation, der Augustputsch in Moskau und das Ende der UdSSR. Durch die Begleitumstände musste Krikaljow seinen Aufenthalt ungeplant um ein halbes Jahr verlängern. Er kehrte erst nach 311 Tagen am 25. März 1992 auf die Erde zurück.

### 1992 bis 1999 – Die Mir unter russischer Leitung
Nach der politischen Wende in den Staaten der Sowjetunion besuchten zunehmend Raumfahrer westlicher Staaten die Station, deren Betrieb durch Russland weiter geführt wurde. Mit der Ankunft der Mission EO-11 begann das neue Zeitalter auch an Bord der nun russischen Station.
1992 kam mit Klaus-Dietrich Flade der erste Deutsche (welcher ein Stofftier der Maus mitbrachte). Ihm folgte am 3. September 1995 Thomas Reiter, der Teil der 20. Mir-Langzeitbesatzung war, darauf folgten 1997 Reinhold Ewald sowie der Franzose Michel Tognini. 1994 besuchte der deutsche ESA-Astronaut Ulf Merbold, der zuvor bereits zweimal mit dem Space Shuttle im All gewesen war, die Mir.

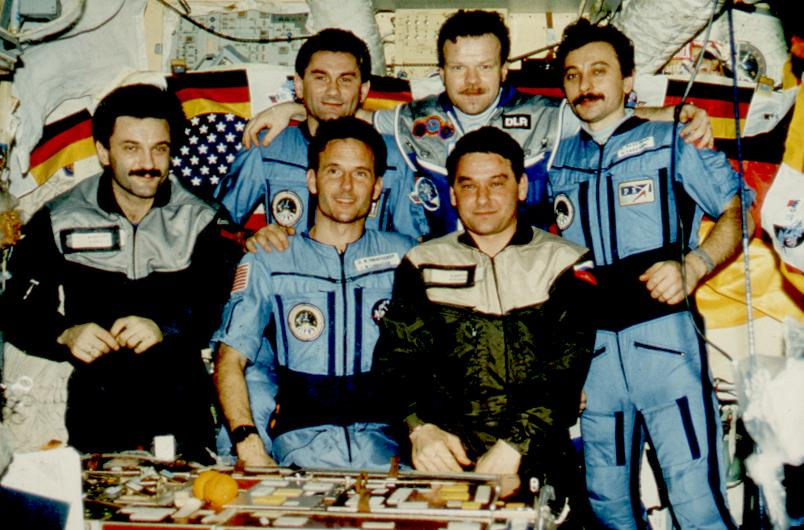
Die 22. und die 23. Besatzung der MIR Raumstation (untere Reihe v. l.: Alexander Kaleri, Jerry Linenger, Waleri Korsun; obere Reihe v. l.: Wassili Ziblijew, Reinhold Ewald, Alexander Lasutkin)

Parallel zum weiteren Ausbau der Station startete im Jahr 1995 der erste amerikanische Astronaut von Baikonur in einem Sojus-Raumschiff zur Mir. Im Juni des gleichen Jahres begann die erste von elf Shuttle-Mir-Missionen. Im Rahmen der Mission STS-71 dockte die Raumfähre Atlantis an die russische Raumstation an. Im September besuchte der Deutsche Thomas Reiter die Mir und blieb 179 Tage an Bord. Gleichzeitig fand dort die erste Kunstausstellung im Erdorbit „Ars ad astra“ statt.
1996 wurde der Aufbau der Station mit dem Modul Priroda beendet. Der längste Aufenthalt eines amerikanischen Astronauten im All wurde auf der Mir gefeiert: John Blaha verbrachte im gleichen Jahr 118 Tage auf der Station.

### Die letzten Jahre

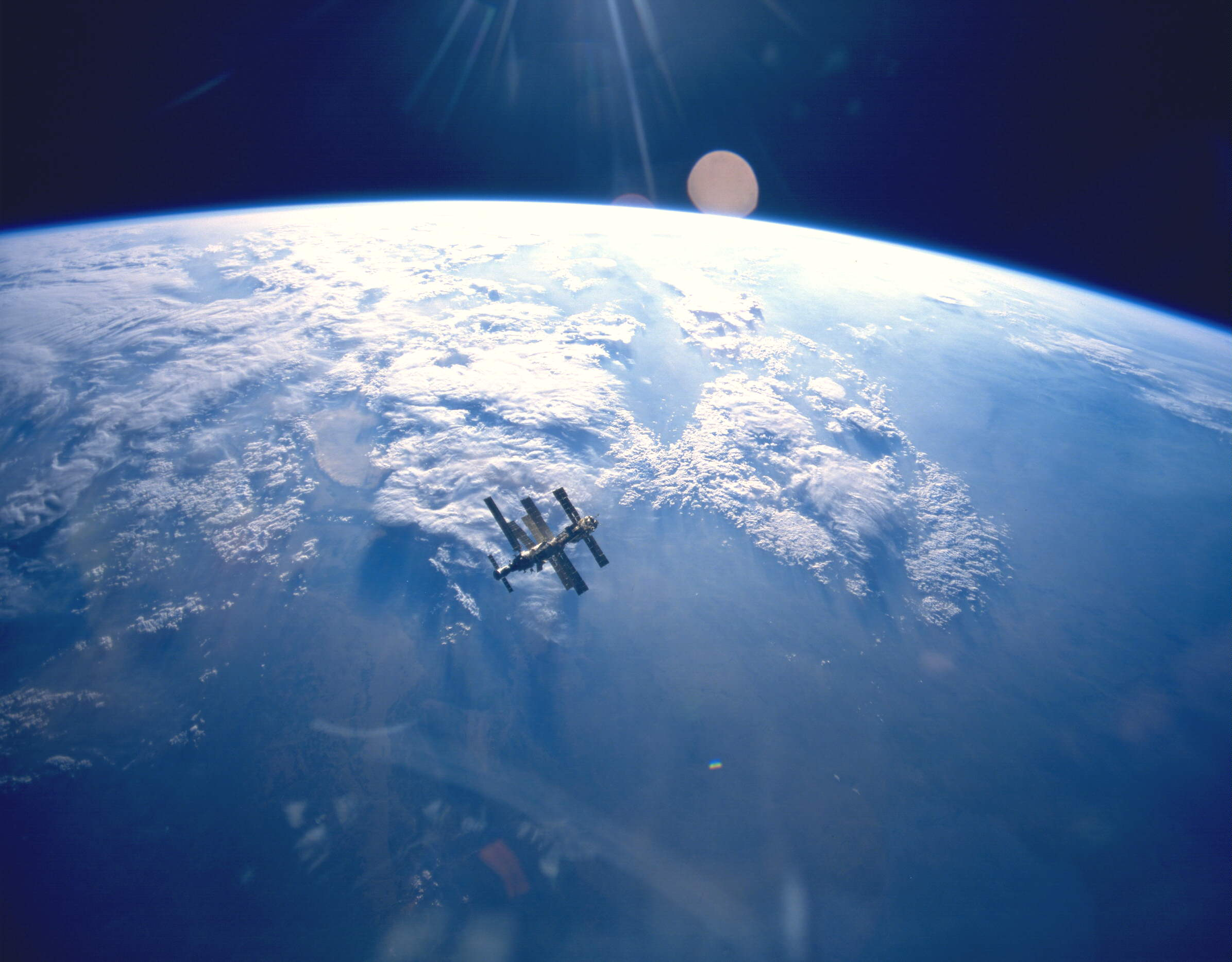
Die Mir aus der Sicht des Space Shuttles Atlantis

Am 20. November 1998 startete mit Sarja das erste Modul der Internationalen Raumstation. Die NASA-Führung versuchte die russische Regierung dazu zu bewegen, die Mir möglichst bald aufzugeben. Vorerst entschied sich Russland dagegen, verzichtete aber darauf, die am 28. August 1999 gelandete Crew von Sojus TM-29 durch eine neue zu ersetzen. 1999 gründete sich in den Niederlanden die MirCorp, ein Unternehmen, das versuchte, das Überleben der Mir über private Mittel zu sichern. Zu den Überlegungen gehörten auch Nutzungen für den Weltraumtourismus.
Mit Sojus TM-29 besuchte 1999 der Franzose Jean-Pierre Haigneré und der erste slowakische Kosmonaut Ivan Bella die Mir. Mit Sojus TM-30 startete am 4. April 2000 die letzte Besatzung zur Mir, nachdem sie sieben Monate unbenutzt geblieben war. Die durch MirCorp finanzierte Mission der Kosmonauten Sergej Saljotin und Alexander Kaleri dauerte 72 Tage und war der 39. Besuch eines bemannten Raumschiffes. Sie führten Wartungsarbeiten durch, um den weiteren Verbleib in der Umlaufbahn sicherzustellen. Zum Zeitpunkt ihrer Rückkehr im Juni 2000 hoffte die russische Raumfahrt noch, die Mir durch westliche Gelder für zwei weitere Jahre betreiben zu können. Die Hoffnungen zerschlugen sich angesichts der Unterhaltskosten und des Aufwands für den gleichzeitigen Unterhalt zweier Raumstationen. Am 23. Oktober 2000 kam das offizielle Aus. Der russische Vorschlag, Teile der Mir zum Aufbau der ISS zu verwenden, wurde von US-amerikanischer Seite – trotz der damit verbundenen Einsparungen – verworfen.
In den frühen Morgenstunden des 23. März 2001 wurde die Mir mit drei Bremsschüben des letzten Progress-Raumfrachters zum kontrollierten Wiedereintritt in die Atmosphäre gebracht. Mehr als 1500 nicht verglühte Trümmer (ca. 40 Tonnen) der Station stürzten um 6:57 Uhr südöstlich der Fidschi-Inseln in den Pazifischen Ozean. Das Zentrum der Absturzstelle befand sich bei den Koordinaten 44° 12' S/150° W, im Gebiet des sog. Raumschifffriedhofs.
In ihrer 15-jährigen Geschichte umrundete die ursprünglich nur für eine Lebensdauer von sieben Jahren ausgelegte Station die Erde 86.325 Mal in einer Höhe von 390 Kilometern über der Erdoberfläche.
Die Liste bemannter Missionen zur Raumstation Mir enthält eine Beschreibung aller bemannten Raumflüge, die Raumfahrer mit einem der Sojus-Raumschiffe oder einem der Space Shuttles zur Station brachte.

## Zwischenfälle und Unfälle
Technische Pannen ließen gegen Ende der Lebenszeit Zweifel an der Zuverlässigkeit der Station aufkommen. Durch die erfolgreiche Bewältigung der Zwischenfälle konnten aber auch Erfahrungen gesammelt werden, die beim Aufbau der Internationalen Raumstation berücksichtigt wurden.

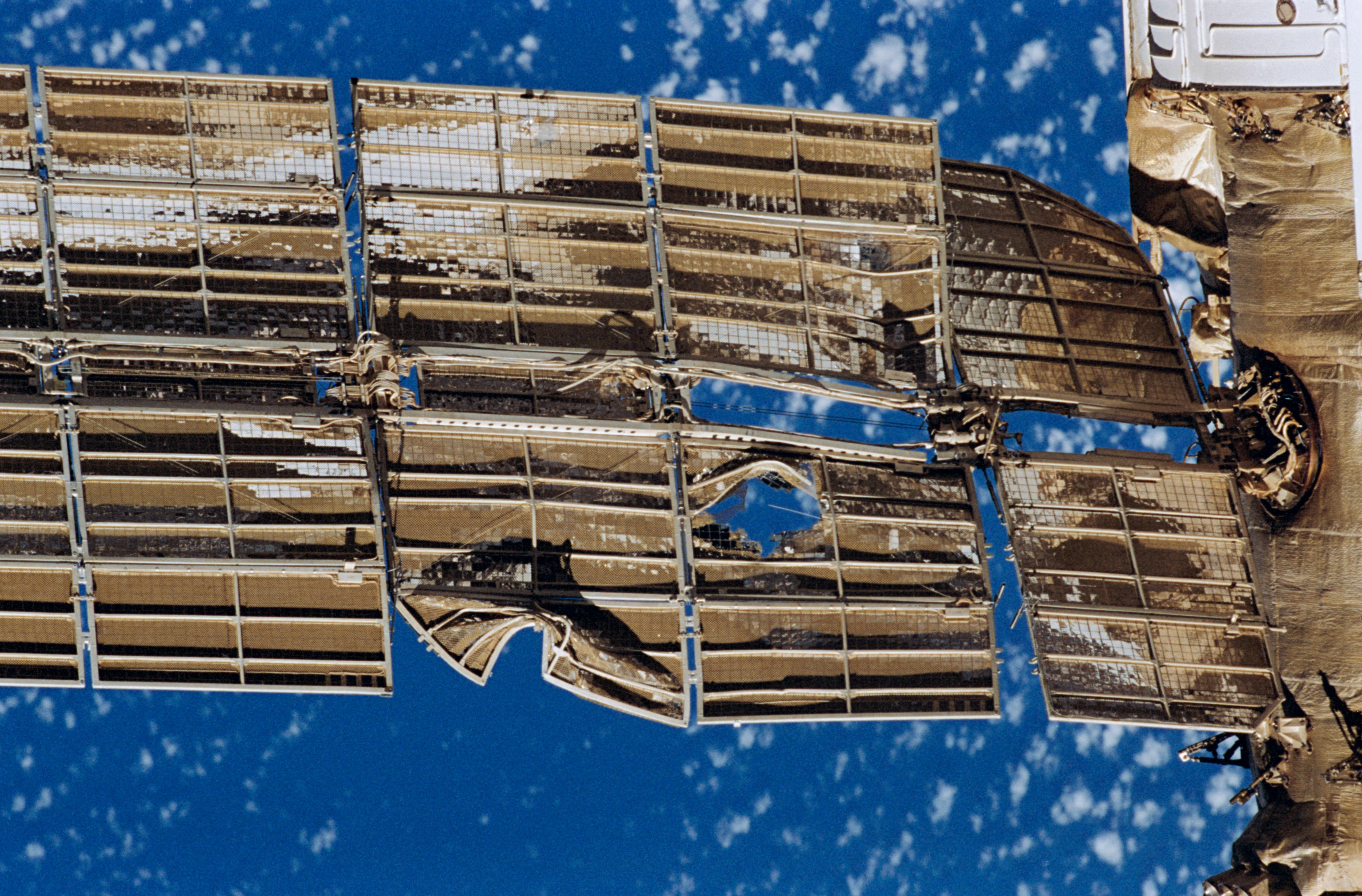
Beschädigungen an einem der Solarpaneele des Spektr-Moduls nach der Kollision mit einem Progress-Raumfrachter

Am 24. Februar 1997 entzündete sich eine Sauerstoffkerze. Es entwickelte sich giftiger Rauch, der die beiden russischen und den deutschen Raumfahrer Reinhold Ewald an Bord zum Tragen von Sauerstoffmasken zwang. Die entschlossene Reaktion der Kosmonauten verhinderte eine verfrühte Rückkehr zur Erde, und die Luft konnte innerhalb eines Tages gereinigt werden. Das war das erste Feuer auf einer Raumstation. Zwei Wochen nach diesem Vorfall fiel die primäre Sauerstoffversorgung aus, es musste auf die sekundäre umgeschaltet werden. Aufgrund eines Defekts des Lagekontrollsystems waren nur noch manuelle Manöver möglich. Das marode russische Kommunikationssatellitensystem ließ nur noch zehn Minuten Funkkontakt zur Moskauer Bodenstation pro Erdumlauf zu.
Obwohl die NASA Anfang 1997 ihre Zweifel an einer weiteren Zusammenarbeit mit Russland auf der Mir bekundete, startete nach Reparatur der Bordsysteme am 15. Mai 1997 die Atlantis zur Station und löste den Amerikaner Jerry Linenger an Bord durch Michael Foale ab.
Einen Monat später, am 25. Juni 1997, kollidierte aufgrund eines Fehlers beim Andocken mit TORU das Progress M-34-Versorgungsraumschiff mit der Station. Das beschädigte Modul Spektr wurde undicht und musste versiegelt werden, durch Schäden an den Solarpaneelen des Moduls fiel ein Drittel der Energieversorgung aus. Die Probleme an Bord konnten zwei Monate später von einer neuen Besatzung weitgehend behoben werden.
Am 26. September 1997 startete erneut die Atlantis zur Mir, nachdem es heftige Kontroversen bei der NASA gegeben hatte, ob man nach der Pannenserie die Shuttle-Mir-Missionen überhaupt fortsetzen sollte.
Wie bei vielen Raumstationen gab es auch auf der Mir Probleme mit Biofilmen und anderen Mikroorganismen.